# Mads Glæsner
Mads Glæsner (Tornby, 18 oktober 1988) is een Deense zwemmer. Hij vertegenwoordigde zijn vaderland op de Olympische Zomerspelen 2008 in Peking.

## Carrière
Bij zijn internationale debuut, op de Europese kampioenschappen kortebaanzwemmen 2006 in Helsinki, eindigde Glæsner als twaalfde op de 1500 meter vrije slag en strandde hij in de series van de 400 meter vrije slag. 
Op de wereldkampioenschappen zwemmen 2007 in Melbourne werd de Deen uitgeschakeld in de series van de 400, 800 en 1500 meter vrije slag. In Debrecen nam Glæsner deel aan de Europese kampioenschappen kortebaanzwemmen 2007, op dit toernooi eindigde hij als zesde op de 1500 meter vrije slag en strandde hij in de series van de 400 meter vrije slag. 
Tijdens de Olympische Zomerspelen van 2008 in Peking werd de Deen uitgeschakeld in de series van zowel de 400 als de 1500 meter vrije slag. Op de Europese kampioenschappen kortebaanzwemmen 2008 in Rijeka sleepte Glæsner de bronzen medaille in de wacht op de 400 meter vrije slag en eindigde hij als vierde op de 1500 meter vrije slag, op de 200 meter vrije slag strandde hij in de series.
In Rome nam de Deen deel aan de wereldkampioenschappen zwemmen 2009. Op dit toernooi eindigde hij als vijfde op de 400 meter vrije slag, op de 800 en de 1500 meter vrije slag werd hij uitgeschakeld in de series. Tijdens de Europese kampioenschappen kortebaanzwemmen 2009 in Istanboel veroverde Glæsner de bronzen medaille op zowel de 400 als de 1500 meter vrije slag, samen met Jakob Andkjær, Emil Dall-Nielsen en Frederik Siem Pedersen eindigde hij als tiende op de 4x50 meter vrije slag
Op de Europese kampioenschappen zwemmen 2010 in Boedapest eindigde de Deen als zevende op de 800 meter vrije slag, daarnaast strandde hij in de series van zowel de 400 als de 1500 meter vrije slag. Op de 4x100 meter wisselslag werd hij samen met Mathias Gydesen, Chris Christensen en Jakob Andkjær uitgeschakeld in de series. In Dubai nam Glæsner deel aan de wereldkampioenschappen kortebaanzwemmen 2010. Op dit toernooi legde hij op de 1500 meter vrije slag beslag op de zilveren medaille, daarnaast eindigde hij als vijfde op de 400 meter vrije slag en strandde hij in de series van de 200 meter vrije slag.
Tijdens de wereldkampioenschappen zwemmen 2011 in Shanghai werd de Deen op alle afstanden waarop hij van start ging uitgeschakeld in de series. Op de Europese kampioenschappen kortebaanzwemmen 2011 in Szczecin sleepte Glæsner de zilveren medaille in de wacht op zowel de 400 als de 1500 meter vrije slag, op de 200 meter vrije slag eindigde hij op de achtste plaats.
In Londen nam de Deen deel aan de Olympische Zomerspelen van 2012. Op dit toernooi strandde hij in de series van de 400 meter vrije slag, samen met Daniel Skaaning, Pál Joensen en Anders Lie werd hij uitgeschakeld in de series van de 4x200 meter vrije slag. Tijdens de wereldkampioenschappen kortebaanzwemmen 2012 in Istanboel veroverde Glæsner aanvankelijk de gouden medaille op de 1500 meter vrije slag en de bronzen medaille op de 400 meter vrije slag. Op 17 juni 2013 werd bekendgemaakt dat Glæsner betrapt was op het gebruik van levmetamfetamine na de 400 meter vrije slag, de FINA besloot de Deen zijn beide medailles af te nemen

## Internationale toernooien
| Jaar | Olympische Spelen                         | WK langebaan                                                                     | WK kortebaan                                                | EK langebaan                                                                    | EK kortebaan                                                |
| ---- | ----------------------------------------- | -------------------------------------------------------------------------------- | ----------------------------------------------------------- | ------------------------------------------------------------------------------- | ----------------------------------------------------------- |
| 2006 |                                           |                                                                                  | geen deelname                                               | geen deelname                                                                   | 15e 400m vrije slag 12e 1500m vrije slag                    |
| 2007 |                                           | 25e 400m vrije slag 13e 800m vrije slag 17e 1500m vrije slag                     |                                                             |                                                                                 | 12e 400m vrije slag 6e 1500m vrije slag                     |
| 2008 | 12e 400m vrije slag 14e 1500m vrije slag  |                                                                                  | geen deelname                                               | geen deelname                                                                   | 19e 200m vrije slag · 400m vrije slag · 4e 1500m vrije slag |
| 2009 |                                           | 5e 400m vrije slag 11e 800m vrije slag 10e 1500m vrije slag                      |                                                             |                                                                                 | 400m vrije slag · 1500m vrije slag · 10e 4x50m vrije slag   |
| 2010 |                                           |                                                                                  | 18e 200m vrije slag · 5e 400m vrije slag · 1500m vrije slag | 9e 400m vrije slag 7e 800m vrije slag 9e 1500m vrije slag 15e 4x100m wisselslag | geen deelname                                               |
| 2011 |                                           | 32e 200m vrije slag 12e 400m vrije slag 11e 800m vrije slag 13e 1500m vrije slag |                                                             |                                                                                 | 8e 200m vrije slag · 400m vrije slag · 1500m vrije slag     |
| 2012 | 12e 400m vrije slag 13e 4x200m vrije slag |                                                                                  | DQ 400m vrije slag DQ 1500m vrije slag                      | geen deelname                                                                   | geen deelname                                               |

## Persoonlijke records
Bijgewerkt tot en met 12 december 2009
Kortebaan
| Afstand          | Tijd     | Datum            | Plaats    |
| ---------------- | -------- | ---------------- | --------- |
| 200m vrije slag  | 1.43,77  | 15 november 2009 | Berlijn   |
| 400m vrije slag  | 3.36,82  | 10 december 2009 | Istanboel |
| 800m vrije slag  | 7.39,45  | 12 december 2009 | Istanboel |
| 1500m vrije slag | 14.26,74 | 12 december 2009 | Istanboel |

Langebaan
| Afstand          | Tijd     | Datum         | Plaats  |
| ---------------- | -------- | ------------- | ------- |
| 200m vrije slag  | 1.46,94  | 9 april 2009  | Esbjerg |
| 400m vrije slag  | 3.44,40  | 26 juli 2009  | Rome    |
| 800m vrije slag  | 7.52,18  | 28 juli 2009  | Rome    |
| 1500m vrije slag | 14.58,55 | 10 april 2009 | Esbjerg |